# Bahnradsport-Weltmeisterschaften 1986
Die Bahnradsport-Weltmeisterschaften 1986 fanden im August 1986 in Colorado Springs statt. Die Steherrennen für Profis und Amateure wurden in Zürich ausgetragen.
14 Entscheidungen standen auf dem Programm, zwölf für Männer (fünf für Profis, sieben für Amateure), zwei für Frauen.

## Resultate

### Frauen
| Disziplin                | Platz | Land                            | Athlet               |
| ------------------------ | ----- | ------------------------------- | -------------------- |
| Sprint                   | 1     | Deutsche Demokratische Republik | Christa Rothenburger |
|                          | 2     | Sowjetunion                     | Erika Salumäe        |
|                          | 3     | Vereinigte Staaten              | Connie Paraskevin    |
| Einerverfolgung (3000 m) | 1     | Frankreich                      | Jeannie Longo        |
|                          | 2     | Vereinigte Staaten              | Rebecca Twigg        |
|                          | 3     | Schweiz                         | Barbara Ganz         |

### Männer

#### Profis
| Disziplin            | Platz | Land           | Athlet                                    |  |
| -------------------- | ----- | -------------- | ----------------------------------------- |  |
| Sprint               | 1     | Japan          | Koichi Nakano                             |  |
|                      | 2     | Japan          | Hideyuki Matsui                           |  |
|                      | 3     | Japan          | Nobuyuki Tawara                           |  |
| Keirin               | 1     | Belgien        | Michel Vaarten                            |  |
|                      | 2     | BR Deutschland | Dieter Giebken                            |  |
|                      | 3     | Schweiz        | Urs Freuler                               |  |
| Einerverfolgung      | 1     | Großbritannien | Tony Doyle                                |  |
|                      | 2     | Dänemark       | Hans-Henrik Ørsted                        |  |
|                      | 3     | Dänemark       | Jesper Worre                              |  |
| Punktefahren (50 km) | 1     | Schweiz        | Urs Freuler                               |  |
|                      | 2     | Belgien        | Michel Vaarten                            |  |
|                      | 3     | Italien        | Stefano Allocchio                         |  |
| Steherrennen         | 1     | Italien        | Bruno Vicino (hinter Domenico De Lillo)   |  |
|                      | 2     | Belgien        | Constant Tourné (hinter Jos De Bakker)    |  |
|                      | 3     | Italien        | Giovanni Renosto (hinter Walter Corradin) |  |

#### Amateure
| Disziplin                      | Platz | Land                            | Athlet                                                                  |
| ------------------------------ | ----- | ------------------------------- | ----------------------------------------------------------------------- |
| Sprint                         | 1     | Deutsche Demokratische Republik | Michael Hübner                                                          |
|                                | 2     | Deutsche Demokratische Republik | Lutz Heßlich                                                            |
|                                | 3     | Deutsche Demokratische Republik | Ralf Kuschy                                                             |
| Zeitfahren (1000 m)            | 1     | Deutsche Demokratische Republik | Maic Malchow                                                            |
|                                | 2     | Australien                      | Martin Vinnicombe                                                       |
|                                | 3     | Deutsche Demokratische Republik | Jens Glücklich                                                          |
| Tandem                         | 1     | Tschechien                      | Vítězslav Vobořil/Roman Řehounek                                        |
|                                | 2     | Vereinigte Staaten              | Kit Kyle/David Lindsey                                                  |
|                                | 3     | Italien                         | Andrea Faccini/Roberto Nicotti                                          |
| Einerverfolgung (4000 m)       | 1     | Sowjetunion                     | Wjatscheslaw Jekimow                                                    |
|                                | 2     | Sowjetunion                     | Gintautas Umaras                                                        |
|                                | 3     | Australien                      | Dean Woods                                                              |
| Mannschaftsverfolgung (4000 m) | 1     | Tschechien                      | Pavel Soukup/Aleš Trčka/ Svatopluk Buchta/Teodor Černý                  |
|                                | 2     | Deutsche Demokratische Republik | Steffen Blochwitz/Dirk Meier/ Bernd Dittert/Roland Hennig               |
|                                | 3     | Sowjetunion                     | Wjatscheslaw Jekimow/Alexander Krasnow/ Wiktor Manakow/Gintautas Umaras |
| Punktefahren (50 km)           | 1     | Dänemark                        | Dan Frost                                                               |
|                                | 2     | Deutsche Demokratische Republik | Olaf Ludwig                                                             |
|                                | 3     | Vereinigte Staaten              | Leonard Nitz                                                            |
| Steherrennen (50 km)           | 1     | Italien                         | Mario Gentili (hinter Walter Corradin)                                  |
|                                | 2     | Italien                         | Luigi Bielli                                                            |
|                                | 3     | Österreich                      | Roland Königshofer (hinter Karl Igl)                                    |

## Medaillenspiegel
|    | Nation                          |   |   |   | Gesamt |
| -- | ------------------------------- | - | - | - | ------ |
| 1  | Deutsche Demokratische Republik | 3 | 3 | 2 | 8      |
| 2  | Italien                         | 2 | 1 | 3 | 6      |
| 3  | Tschechien                      | 2 |   |   | 2      |
| 4  | Sowjetunion                     | 1 | 2 | 1 | 4      |
| 5  | Belgien                         | 1 | 2 |   | 3      |
| 6  | Dänemark                        | 1 | 1 | 1 | 3      |
| 6  | Japan                           | 1 | 1 | 1 | 3      |
| 8  | Australien                      | 1 | 1 |   | 2      |
| 9  | Schweiz                         | 1 |   | 2 | 3      |
| 10 | Frankreich                      | 1 |   |   | 1      |
| 11 | Vereinigte Staaten              |   | 2 | 2 | 4      |
| 12 | BR Deutschland                  |   | 1 |   | 1      |
| 13 | Österreich                      |   |   | 1 | 1      |
| 13 | Großbritannien                  |   |   | 1 | 1      |